# Feliks Niedziółka
Feliks Niedziółka (Karczew, 22 gennaio 1945 – Varsavia, 9 agosto 2024) è stato un calciatore polacco, di ruolo difensore.

## Carriera
Iniziò la carriera nel Mazur Karczew. Nel 1966 passò al Legia Varsavia, militandovi fino al 1974, ed esordendo con i legionari il 9 aprile 1966, nella vittoria casalinga per 1-0 contro lo Stal Rzeszów. Durante la sua militanza nel club capitolino vinse due campionati polacchi, due coppe nazionali e la Coppa Intertoto 1968. Con i legionari raggiunse inoltre la semifinale della Coppa dei Campioni 1969-1970, perdendo contro i futuri campioni del Feyenoord.
Nel 1975 si trasferì negli Stati Uniti d'America ove nella stagione 1975 venne ingaggiato dalla franchigia NASL dei Rochester Lancers, con cui non riuscì a superare la fase a gironi. Durante la sua permanenza nei Lancers giocò anche a indoor soccer nella North American Soccer League Indoor.
Terminata l'esperienza nordamericana, tornò in Europa per chiudere la carriera agonistica con gli svedesi del Veberöd.

## Palmarès

### Competizioni nazionali
- Campionato polacco: 2

Legia Varsavia: 1968-1969, 11969-970
- Coppa di Polonia: 2

Legia Varsavia: 1965-1966, 1972-1973

### Competizioni internazionali
- Coppa Intertoto UEFA: 1

Legia Varsavia: 1968